# Hey Amigo … Ruhe in Frieden!
Hey Amigo … Ruhe in Frieden! (Ehi amigo, sei morto!) ist ein spät im deutschen Sprachraum gezeigter Italowestern, den Paolo Bianchini 1970 unter Pseudonym inszenierte. Der Film wurde auch in Italien nur im regionalen Vertrieb aufgeführt und bietet Wayde Preston und Rik Battaglia in den Hauptrollen.

## Handlung
Die Bande um den smarten Barnett lauert in einem texanischen Städtchen, dessen Bewohner sie in der Poststation festgesetzt haben, einem Goldtransport auf, den sie dann überfallen und mit ihrer Beute davon ziehen. Der Postmeister Doc Williams verspricht den Bewohnern, die Banditen zu jagen und das Gold zurückzuholen. Mit Hilfe eines mexikanischen Herumtreibers, El Loco, entkommt er einem Überfall von gedungenen Mördern, kann aus dem Gefängnis entkommen und eine verlassene Goldgräberstadt erreichen, wo sich Barnett mit seinen Leuten versteckt hält. Das Gold lagert in einer Kirche. Nach und nach kann Williams alle Leute ausschalten, bis er zuletzt auch Blackie, einen der Banditen, der sich aber gegen Barnetts Gruppe gestellt hat, um auf eigene Rechnung zu arbeiten, erschießen kann. Doch das Gold hat sich El Loco gesichert. Williams kann ihn in Mexiko ausfindig machen und das Gold sicherstellen.

## Kritik
Der ein wenig nebulöse Film zeigt Regisseur Bianchinis Fähigkeit zu fantastischer und barocker Bildlyrik, lobte J. M. Sabatier in Saison '74.

## Bemerkungen
Das Titellied „Hay amigos… you're dead“ singt Don Powell.